# Sasso di Michaux

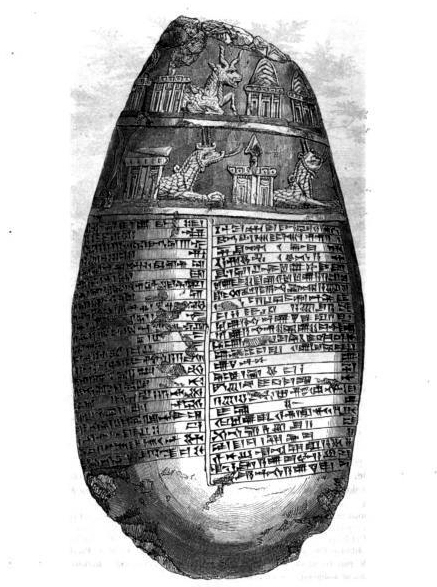

La Stele di Tak-Kesra, volgarmente chiamata Sasso di Michaux (in francese Caillou de Michaux), è un blocco di basalto ovale e arrotondato, coperto di caratteri cuneiformi. Fu scoperto dal botanico ed esploratore francese André Michaux, inviato del governo francese in una spedizione sul Tigri. Il reperto, stando al diario di Michaux, fu ritrovato in un'area a sud di Baghdad, sulle rive del Tigri, in un luogo chiamato Semiramide, corrispondente probabilmente al villaggio intorno al Taq Kasra, poco a sud dell'antica Ctesifonte.
La pietra è un kudurru (una stele geometrica con scolpito un atto di donazione).
Nella parte anteriore sono rappresentati degli animali mostruosi accucciati alla base di strutture dotate di colonne sulle quali è possibile riconoscere un triangolo, simbolo della triade caldea o babilonese, e la figura conica, emblema della grande dea Melytta corrispondente alla latina Venere. Secondo alcuni studiosi le figure della parte alta rappresenterebbero il Capricorno che entra nella casa del Sole.
Il "sasso" è conservato presso la Biblioteca nazionale di Francia.